# 500 MPH Storm
Pour plus de détails, voir Fiche technique et Distribution.
500 MPH Storm (en français : La tempête de 800 km/h), connu en français sous le titre de Avis de tempête, est un film catastrophe américain, réalisé par Daniel Lusko et produit par The Asylum, sorti en 2013.

## Synopsis
La station Apollo active un faisceau qui manipule la météo, dans l’espoir que cela créera une énergie gratuite et abondante. L’expérience scientifique tourne rapidement mal et le réacteur se retrouve piégé dans une boucle de rétroaction qui ne peut pas être arrêtée. Cela crée une vaste tempête qui balaie l'Amérique du Nord, causant des destructions massives. Le concepteur original du projet, Nathan Sims, est pris au milieu de tout cela et fuit le front de la tempête avec sa femme Mona et son fils Johnny. Alors qu’ils luttent pour survivre, Nathan essaie de trouver un moyen d’inverser le temps devenu fou avant que les États-Unis ne soient rayés de la carte.

## Distribution
- Casper Van Dien : Nathan Sims
- Michael Beach : Simon Caprisi
- Sarah Lieving : Mona Sims
- Bryan Head : Johnny Sims
- Keith Meriweather : Capitaine Wright
- Chad Brummett : Gage
- James Lawrence Sicard : Specialiste Tudor
- Dale O'Malley : Technicien Oxenberg
- Hayley Derryberry : Technicien Lewis
- Alex Knight : Sergent Gentile
- Jeremiah Wood : scientifique Technicien scientifique #1
- Lawrence Kruckeberg : Technicien scientifique #2
- Stephen Turselli : Technicien scientifique #3
- Gerard Pitpitan : Technicien scientifique #4
- Kim Trujillo : Reporter
- Morgan Estill : Cameraman
- Tommy Goodwin : Homme paniqué
- Paul J. Porter : Sergent de 1re classe Buchanan
- Paul Modesto : Sergent de 1re classe Modesto[1]

## Sortie
Le film est sorti le 26 mars 2013.

## Accueil

### Réception critique
Le film a obtenu une note de 8% sur Rotten Tomatoes.
Un spectateur estime que le réalisateur allemand Roland Emmerich a donné un nouveau sens au sous-genre du film catastrophe avec ses méga-succès Independence Day et Le Jour d'après, mais 500 MPH Storm n’atteint clairement pas le niveau de ces superproductions de renom. Le film est jugé assez confus, avec quelques moments amusants. La partie jugée la plus intéressante par un spectateur est la théorie avancée par Van Dien selon laquelle plusieurs tornades peuvent se transformer en une seule hyper-tornade.